# Buiskap

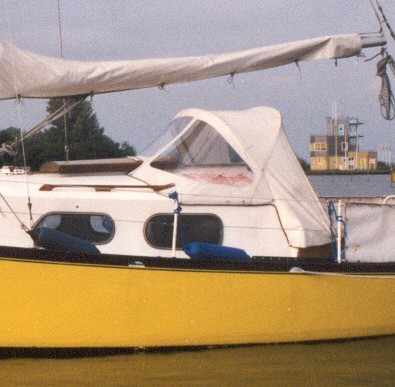
Een buiskap op een klein zeiljacht (Vanguard II)

Een buiskap, ook wel een sprayhood genoemd, is een kap op een zeil- of motorjacht, doorgaans gemaakt van frame van buizen, uit roestvast staal of aluminium, waarover een doek (vaak acrylvezel) wordt geplaatst met ingenaaide plastic vensters. Vaak kan een buiskap neerklappen, afhankelijk van het model.
De buiskap dient voor meerdere doelen: beschermen van de cockpit tegen buiswater tijdens zwaar weer, windstille ruimte creëren op het achterdek en een schuilplaats bieden buiten op dek tegen regen en zon. Het is verder ook mogelijk om een achtertent aan de buiskap te bevestigen, zodat er meer leefruimte ontstaat.